# NGC 4861
NGC 4861 est une petite galaxie spirale barrée de type magellanique située dans la constellation des Chiens de chasse. La vitesse de NGC 4861 par rapport au fond diffus cosmologique est de 1 079 ± 17 km/s, ce qui correspond à une distance de Hubble de 15,91 ± 1,14 Mpc (∼51,9 millions d'al). NGC 4861 a été découverte par l'astronome germano-britannique William Herschel en 1785. Cette galaxie a aussi été observée par l'astronome allemand Max Wolf le 21 mars 1903 et elle a été inscrite à l'Index Catalogue sous la cote IC 3961.

## Description
À ce jour, près d'une dizaine de mesures non basées sur le décalage vers le rouge redshift) donnent une distance de 7,510 ± 4,664 Mpc (∼24,5 millions d'al), ce qui est à l'extérieur des valeurs de la distance de Hubble.

NGC 4861 par le télescope spatial Hubble.
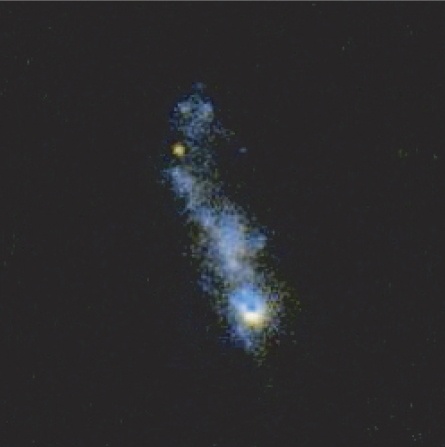
NGC 4861 en ultraviolet par télescope spatial GALEX.

## Classification
Même si l'on mentionne en certains endroits que son aspect, avec une tête lumineuse et une queue pâle, convient à une galaxie naine irrégulière,, toutes les autres sources consultées s'entendent sur la classification de cette galaxie, c'est une spirale barrée de type magellanique. Cette galaxie a peut-être l'aspect d'une galaxie irrégulière, mais avec une taille fort probablement supérieure à  32 000 années-lumière (voir prochaine section), il ne s'agit définitivement pas d'une galaxie naine.

## Distance de NGC 4861
Le calcul de sa distance en utilisant la loi de Hubble-Lemaître donne une valeur de 15,9 Mpc. Il faut cependant souligner qu'avec une vitesse radiale de 835 km/s, le calcul de la distance à partir du décalage vers le rouge peut conduire à une valeur éloignée de la distance réelle, car la vitesse propre de la galaxie peut dans certains cas s'additionner (elle s'éloigne de la Voie lactée) ou se soustraire (elle s'approche) à la vitesse due à l'expansion de l'Univers.
À ce jour, huit mesures indépendantes du décalage donne un intervalle de distances allant de 3,72 à 17,8 Mpc pour une valeur moyenne de 7,510 ± 4,664 Mpc (∼24,5 millions d'al). Les trois mesures réalisées depuis 2009 donnent cependant des valeurs plus cohérentes de 7,31, 7,59 et 9,95 Mpc, pour une moyenne de 8,28 Mpc (27 Mal). On peut raisonnablement supposé que la distance de cette galaxie se situe entre 7 et 10 Mpc, soit à 8,5 ± 1,5 Mpc (∼27,7 millions d'al). Notons cependant que c'est avec la valeur moyenne des mesures indépendantes, ici 7,510 Mpc, lorsqu'elles existent, que la base de données NASA/IPAC calcule le diamètre d'une galaxie et qu'en conséquence le diamètre de NGC 4861 pourrait être d'environ 11,1 kpc (∼36 200 al) si on utilisait la distance de 8,5 Mpc pour le calculer.

## Caractéristiques
La classe de luminosité de NGC 4861 est V et elle présente une large raie HI. Elle renferme également des régions d'hydrogène ionisé. De plus c'est une galaxie à sursaut de formation d'étoiles.
NGC 4861 figurent dans l'atlas des galaxies particulières de Halton Arp sous la cote Arp 266. Arp mentionne la présence d'un nœud brillant à l'extrémité sud de la galaxie.
Le nœud brillant est désigné Mrk 59 par la base de données Simbad, alors que cette désignation semble s'appliquer à toute la galaxie. Cette désignation signifie qu'elle est inscrite dans le catalogue de Markarian et qu'elle brille dans le domaine de l'ultraviolet.

### Masse
Selon un article publié en 2022, la masse de gaz froid de NGC 4861 est égale à (6,5 ± 1,1) × 107 {\displaystyle M_{\odot }} ce qui représente une fraction égale à 0,069 ± 0,012 de la masse de la galaxie. Ces données permettent de calculer la masse de la galaxie, calcul qui donne une masse de (94 ± 32) × 107{\displaystyle M_{\odot }}.

## Groupe de NGC 5005
Selon A. M. Garcia, NGC 4861 fait partie du Groupe de NGC 5005. Ce groupe de galaxies compte au moins 16 membres : NGC 5002, NGC 5005, NGC 5014, NGC 5033, NGC 5107, NGC 5112, IC 4182, IC 4213, UGC 8181, UGC 8246, UGC 8261, UGC 8303, UGC 8314, UGC 8315 et UGC 8323.
Abraham Mahtessian mentionne aussi l'existence de ce groupe, mais il n'y figure que quatre galaxies, soit NGC 5005, NGC 5014, NGC 5033 et IC 4213.